# Сражение при Трейдене
Сражение при Тре́йдене произошло 1 июня 1298 года на берегах Аа, у замка Трейден (ныне Турайдский замок), между рыцарями Ливонского ордена Меченосцев, с одной стороны, и союзными войсками архиепископа Рижского и литовского князя Витеня — с другой.
После соединения Тевтонского и Меченоского орденов император Рудольф Габсбургский распространил на Меченосцев (1279 г.) права, по которым бюргеры городов не могли без разрешения ордена строить какие-либо сооружения, угрожающих безопасности орденских владений. Рыцари потребовали выполнение этих обязательств у г. Риги, но неоднократно получали отказы. Орденские земли окружали Ригу; стоило рыцарям на всех путях выставить сторожевые посты, пресечь подвоз съестных припасов — и городу грозил голод. Проделав это несколько раз, рыцари довели бюргеров до отчаянья.
В конце 1297 года начались военные действия; первыми начали рыцари, открыв из Рижского замка стрельбу по городу стрелами с зажигательным веществом. Но бюргеры овладели замком, перебили 60 орденских братьев, повесили за бороду командора, разрушили церковь. Тогда магистр ордена Бруно разгромил рижского союзника епископа Эзельского, занял своими гарнизонами замки епископа Дерптского, и, узнав, что епископ Рижский обратился за помощью к Литве, собрал всё орденское ополчение и осадил замок Трейден, в котором архиепископ Иоанн, граф Шверигский, укрылся, бежав из Риги. Замок был взят, а Иоанн заключён в крепость Нейермюлен (20 вёрст к северу от Риги).
Литовский князь Витень, постоянно враждовавший с Тевтонским орденом, не заставил себя долго ждать. В мае 1298 г., переправляясь через Двину, он соединился с отрядами архиепископа и рижан и разрушил крепость Каркс (Каркусь, в 60 верстах к югу от Феллина, близ озера Вирц-Ярв). После победы литовское войско рассеялось по стране, занимаясь грабежом, не щадя и земель союзников. Обременённые добычей и пленниками литовцы считали кампанию законченной и возвращались обратно, направляясь к Трейдену, но здесь их поджидал Бруно с орденским ополчением.
1 июня произошёл бой. Первоначально рыцари имели успех, но Витень энергичной контратакой изменил ход сражения в свою пользу. Рыцари были разбиты, а Бруно убит. Литовцы, предавая всё встречнное грабежу и огню, направились к Нейермюлену, с целью освободить из плена архиепископа. Получив известие о бое, великий магистр велел Кенигсбергскому командору Бертольду Бригавену спешить на выручку к Нейермюлену. Здесь 28 июня в упорном ожесточённом бою литовцы понесли решительное поражение. Рыцари вступили в Ригу и разграбили архиепископский двор для возмещения убытков ордену.